# Olympische Sommerspiele 1912/Schwimmen
Bei den Olympischen Sommerspielen 1912, offiziell Spiele der V. Olympiade genannt, in der schwedischen Hauptstadt Stockholm wurden im Schwimmen neun Wettbewerbe ausgetragen, davon sieben für Männer und zwei für Frauen (die erstmals startberechtigt waren).

## Bilanz

### Medaillenspiegel
| Platz  | Land               | Gold | Silber | Bronze | Gesamt |
| ------ | ------------------ | ---- | ------ | ------ | ------ |
| 01     | Deutsches Reich    | 2    | 3      | 2      | 7      |
| 02     | Australasien       | 2    | 2      | 2      | 6      |
| 03     | Vereinigte Staaten | 2    | 1      | 1      | 4      |
| 04     | Kanada             | 2    | —      | —      | 2      |
| 05     | Großbritannien     | 1    | 2      | 3      | 6      |
| 06     | Schweden           | —    | 1      | —      | 1      |
| 07     | Österreich         | —    | —      | 1      | 1      |
| Gesamt | Gesamt             | 9    | 9      | 9      | 28     |

### Medaillengewinner
Männer
| Disziplin          | Gold                                                                      | Silber                                                                            | Bronze                                                                    |
| ------------------ | ------------------------------------------------------------------------- | --------------------------------------------------------------------------------- | ------------------------------------------------------------------------- |
| 100 m Freistil     | Duke Kahanamoku (USA)                                                     | Cecil Healy (ANZ)                                                                 | Ken Huszagh (USA)                                                         |
| 400 m Freistil     | George Hodgson (CAN)                                                      | John Hatfield (GBR)                                                               | Harold Hardwick (ANZ)                                                     |
| 1500 m Freistil    | George Hodgson (CAN)                                                      | John Hatfield (GBR)                                                               | Harold Hardwick (ANZ)                                                     |
| 100 m Rücken       | Harry Hebner (USA)                                                        | Otto Fahr (GER)                                                                   | Paul Kellner (GER)                                                        |
| 200 m Brust        | Walter Bathe (GER)                                                        | Wilhelm Lützow (GER)                                                              | Paul Malisch (GER)                                                        |
| 400 m Brust        | Walter Bathe (GER)                                                        | Thor Henning (SWE)                                                                | Percy Courtman (GBR)                                                      |
| 4 × 200 m Freistil | Australasien Cecil Healy Malcolm Champion Leslie Boardman Harold Hardwick | Vereinigte Staaten Kenneth Huszagh Harry Hebner Perry McGillivray Duke Kahanamoku | Großbritannien William Foster Thomas Battersby John Hatfield Henry Taylor |

Frauen
| Disziplin          | Gold                                                                   | Silber                                                                   | Bronze                                                                   |
| ------------------ | ---------------------------------------------------------------------- | ------------------------------------------------------------------------ | ------------------------------------------------------------------------ |
| 100 m Freistil     | Fanny Durack (ANZ)                                                     | Wilhelmina Wylie (ANZ)                                                   | Jennie Fletcher (GBR)                                                    |
| 4 × 100 m Freistil | Großbritannien Isabella Moore Jennie Fletcher Annie Speirs Irene Steer | Deutsches Reich Wally Dressel Louise Otto Hermine Stindt Grete Rosenberg | Österreich Margarete Adler Klara Milch Josephine Sticker Bertha Zahourek |

## Ergebnisse Männer

### 100 m Freistil
| Platz | Land | Athlet            | Zeit       |
| ----- | ---- | ----------------- | ---------- |
| 1     | USA  | Duke Kahanamoku   | 1:03,4 min |
| 2     | ANZ  | Cecil Healy       | 1:04,6 min |
| 3     | USA  | Ken Huszagh       | 1:05,6 min |
| 4     | GER  | Kurt Bretting     | 1:05,8 min |
| 5     | GER  | Walter Ramme      | 1:06,4 min |
|       | ANZ  | William Longworth | DNS        |

### 400 m Freistil
| Platz | Land | Athlet              | Zeit       |
| ----- | ---- | ------------------- | ---------- |
| 1     | CAN  | George Hodgson      | 5:24,4 min |
| 2     | GBR  | John Hatfield       | 5:28,8 min |
| 3     | ANZ  | Harold Hardwick     | 5:31,2 min |
| 4     | ANZ  | Cecil Healy         | 5:37,8 min |
| 5     | HUN  | Béla von Las-Torres | 5:42,0 min |

### 1500 m Freistil
| Platz | Land | Athlet              | Zeit        |
| ----- | ---- | ------------------- | ----------- |
| 1     | CAN  | George Hodgson      | 22:00,0 min |
| 2     | GBR  | John Hatfield       | 22:39,0 min |
| 3     | ANZ  | Harold Hardwick     | 23:15,4 min |
|       | ANZ  | Malcolm Champion    | DNF         |
|       | HUN  | Béla von Las-Torres | DNF         |

### 100 m Rücken
| Platz | Land | Athlet         | Zeit       |
| ----- | ---- | -------------- | ---------- |
| 1     | USA  | Harry Hebner   | 1:21,2 min |
| 2     | GER  | Otto Fahr      | 1:22,4 min |
| 3     | GER  | Paul Kellner   | 1:24,0 min |
| 4     | HUN  | András Baronyi | 1:25,2 min |
| 5     | GER  | Otto Groß      | 1:25,8 min |

### 200 m Brust
| Platz | Land | Athlet         | Zeit            |
| ----- | ---- | -------------- | --------------- |
| 1     | GER  | Walter Bathe   | 3:01,8 min (OR) |
| 2     | GER  | Wilhelm Lützow | 3:05,0 min      |
| 3     | GER  | Paul Malisch   | 3:08,0 min      |
| 4     | GBR  | Percy Courtman | 3:08,8 min      |
|       | SWE  | Thor Henning   | DNF             |

### 400 m Brust
| Platz | Land | Athlet         | Zeit            |
| ----- | ---- | -------------- | --------------- |
| 1     | GER  | Walter Bathe   | 6:29,6 min (OR) |
| 2     | SWE  | Thor Henning   | 6:35,6 min      |
| 3     | GBR  | Percy Courtman | 6:36,4 min      |
| 4     | GER  | Paul Malisch   | 6:37,0 min      |
|       | GER  | Wilhelm Lützow | DNF             |

### 4 × 200 m Freistil
| Platz | Land | Athleten                                                       | Zeit        |
| ----- | ---- | -------------------------------------------------------------- | ----------- |
| 1     | ANZ  | Cecil Healy Malcolm Champion Leslie Boardman Harold Hardwick   | 10:11,6 min |
| 2     | USA  | Kenneth Huszagh Harry Hebner Perry McGillivray Duke Kahanamoku | 10:20,2 min |
| 3     | GBR  | William Foster Thomas Battersby John Hatfield Henry Taylor     | 10:28,2 min |
| 4     | GER  | Oskar Schiele Georg Kunisch Kurt Bretting Max Ritter           | 10:37,0 min |
|       | HUN  | László Beleznai Alajos Kenyéry Béla von Las-Torres Imre Zachár | DNS         |

## Frauen

### 100 m Freistil
| Platz | Land | Athletin         | Zeit       |
| ----- | ---- | ---------------- | ---------- |
| 1     | ANZ  | Fanny Durack     | 1:22,2 min |
| 2     | ANZ  | Wilhelmina Wylie | 1:25,4 min |
| 3     | GBR  | Jennie Fletcher  | 1:27,0 min |
| 4     | GER  | Grete Rosenberg  | 1:27,2 min |
| 5     | GBR  | Annie Speirs     | 1:27,4 min |
|       | GBR  | Daisy Curwen     | DNS        |

### 4 × 100 m Freistil
| Platz | Land | Athletinnen                                                   | Zeit            |
| ----- | ---- | ------------------------------------------------------------- | --------------- |
| 1     | GBR  | Isabella Moore Jennie Fletcher Annie Speirs Irene Steer       | 5:52,8 min (WR) |
| 2     | GER  | Wally Dressel Louise Otto Hermine Stindt Grete Rosenberg      | 6:04,6 min      |
| 3     | AUT  | Margarete Adler Klara Milch Josephine Sticker Bertha Zahourek | 6:17,0 min      |
| 4     | SWE  | Greta Carlsson Greta Johansson Sonja Johnsson Vera Thulin     |                 |